# Tomás Alves
Tomás Bernardo de Matos Alves (Lisboa, 16 de julho de 1989) é um actor português formado na Escola Profissional de Teatro de Cascais.
Tomás Alves tem-se destacado na televisão em várias séries, telenovelas e telefilmes como Belmonte, Mulheres de Abril, Bem-Vindos a Beirais, Rosa Fogo, Maternidade, Depois do Adeus, Laços de Sangue, Poderosas, entre outros. No cinema protagonizou o filme Um Amor de Perdição, de Mário Barroso, e integrou o elenco de filmes como Do Outro Lado do Mundo, de Leandro Ferreira, Nylon da Minha Aldeia, de Possidónio Cachapa, e Assim, Assim, de Sérgio Graciano.

## Teatro
- 2005 - Sonho de Uma Noite de Verão
- 2008 - Os olhos do mundo e a fortuna
- 2007 - A Cozinha
- 2010 - Répteis - Tomás
- 2011 - Roberto Zucco - Roberto Zucco

## Televisão
| Ano         | Projeto                               | Papel                     | Notas                   | Canal |
| ----------- | ------------------------------------- | ------------------------- | ----------------------- | ----- |
| 2006 - 2007 | Floribella                            | Filipe                    | Elenco Principal        | SIC   |
| 2008 - 2009 | Rebelde Way                           | Tomás Moreira             | Elenco Principal        | SIC   |
| 2010 - 2011 | Laços de Sangue                       | Sidério «Tremoço» Gameiro | Elenco Principal        | SIC   |
| 2011 - 2012 | Rosa Fogo                             | Javier Gomes              | Elenco Principal        | SIC   |
| 2012        | Lua Vermelha                          | Victor Stuart             | Elenco Adicional        | SIC   |
| 2012        | Maternidade                           | Lucas Ferreira            | Elenco Adicional        | RTP1  |
| 2013        | Depois do Adeus                       | Gonçalo Cunha Pereira     | Elenco Principal        | RTP1  |
| 2013        | Bem-Vindos a Beirais                  | Xavier Marques            | Elenco Principal        | RTP1  |
| 2013 - 2014 | Belmonte                              | Hugo Queirós              | Elenco Principal        | TVI   |
| 2014        | Mulheres de Abril                     | Nuno (Jovem)              | Participação Especial   | RTP1  |
| 2015 - 2016 | Os Nossos Dias                        | Tiago Ribeiro             | Elenco Principal        | RTP1  |
| 2015 - 2016 | Poderosas                             | Dinis Lourenço            | Co- Protagonista        | SIC   |
| 2016 - 2017 | A Única Mulher                        | Rui Tavares               | Elenco Principal        | TVI   |
| 2017        | Filha da Lei                          | Samuel Lopes              | Elenco Principal        | RTP1  |
| 2017        | A Criação                             | Cão                       | Elenco Principal        | RTP1  |
| 2017        | A Família Ventura                     | Pedro                     | Elenco Principal        | RTP1  |
| 2018        | Circo Paraíso                         | Telmo                     | Elenco Adicional        | RTP1  |
| 2019        | Amar Depois de Amar                   | Kevin Silva               | Elenco Principal        | TVI   |
| 2020        | A Generala                            | Diogo Rebelo              | Elenco Adicional (OPTO) | SIC   |
| 2020        | Terra Nova                            | Gonçalo                   | Elenco Principal        | RTP1  |
| 2020        | O Atentado                            | Arengas                   | Elenco Principal        | RTP1  |
| 2021        | Até que a Vida Nos Separe             | Bruno                     | Elenco Adicional        | RTP1  |
| 2021        | Auga Seca                             | Nuno                      | Elenco Principal        | RTP1  |
| 2022        | Operação Mare Negra                   | Afonso                    | Elenco Adicional        | RTP1  |
| 2022        | Contado Por Mulheres                  | Bartlo                    | Elenco Adicional        | RTP1  |
| 2023        | Cavalos de Corrida                    | Domingos                  | Protagonista            | RTP1  |
| 2023        | Motel Valkirias                       | Helder                    | Elenco Principal        | RTP1  |
| 2023        | Salgueiro Maia - O Implicado: A Série | Salgueiro Maia            | Protagonista            | RTP1  |
| 2023        | Ao Largo                              | Topé                      | Elenco Adicional        | RTP1  |
| 2024        | A Filha                               | Nuno                      | Elenco Principal        | TVI   |
| 2024 - 2025 | Senhora do Mar                        | Jaime Cordeiro            | Elenco Principal        | SIC   |
| 2025        | A Herança                             | Heitor Rodrigues          | Co-Antagonista          | SIC   |

## Cinema
- Salgueiro Maia - O Implicado (2023)
- Variações, de João Maia (2019)
- Quando Pudermos (2018)
- Linhas de Sangue, de Manuel Pureza e Sérgio Graciano (2018)
- Bodas de Papel, de Francisco Antunez (2014)
- O Sol Nasce Sempre do Mesmo Lado (2014)
- Crónica de uma Revolução Anunciada, de Henrique Oliveira (2012)
- Nylon da Minha Aldeia, de Possidónio Cachapa (2011)
- Assim, Assim, de Sérgio Graciano (2011)
- Do Outro Lado do Mundo, de Leandro Ferreira (2007)
- Um Amor de Perdição, de Mário Barroso (2007)

## Ligações Externas
Tomás Alves no Facebook
Tomás Alves no Instagram
Tomás Alves no IMDb